# タコノキ科
タコノキ科 (タコノキか、Pandanaceae) は、単子葉植物タコノキ目の科。アジア・アフリカの旧熱帯とポリネシアに3-4属700種あまりが分布し、日本では小笠原諸島と南西諸島に自生種がある。不耐寒性の常緑高木あるいはつる植物である。タコノキ類は茎の節から気根をタコの足のように出している姿がおもしろく、植物園の温室ではよく見かける。学名のPandanaceaeはマレー語に由来する。

## 分類

### 属
- Freycinetia ツルアダン属：ツルアダン・ヒメツルアダン
- Martellidendron
- Pandanus タコノキ属：アダン・タコノキ
- Sararanga